# داني أينج
داني أينج (بالإنجليزية: Danny Ainge)‏ مواليد 17 مارس 1959 في يوجين، هو لاعب كرة سلة أمريكي أصبح مدرباً بدأ مسيرته الاحترافية في سنة 1981 يدرب فريق بوسطن سيلتكس. يبلغ طوله 6 قدم 5 بوصة (2.0 م). اعتزل اللعب في 1995.

## فرق لعب لها
- بوسطن سيلتكس
- سكرامنتو كينغز
- بورتلاند ترايل بلايزرز
- فينيكس صنز

## روابط خارجية
- داني أينج على موقع IMDb (الإنجليزية)
- داني أينج على موقع قاعدة بيانات الفيلم (الإنجليزية)
- داني أينج على موقعبيزبول رفرنس.كوم (الدوري الرئيسي) (الإنجليزية)
- داني أينج على موقعبيزبول رفرنس.كوم (الدوري الثانوي) (الإنجليزية)
- داني أينج على موقع إي إس بي إن.كوم (أم.أل.بي) (الإنجليزية)
- داني أينج على موقع مشجعي الرسوم البيانية (الإنجليزية)
- داني أينج على موقع إن بي أي (الإنجليزية)
- داني أينج على موقع سبورتس رفرنس (الإنجليزية)
- داني أينج على موقع كلية كرة السلة في سبورتس رفرنس.كوم (الإنجليزية)
- داني أينج على موقع ريلجم (الإنجليزية)
- داني أينج على موقع بروبوليرز (الإنجليزية)
- داني أينج على موقع سبورتس رفرنس (الإنجليزية)